# Mikael Håfström
Jan Mikael Håfström (Lund, 1 de julio de 1960) es un director y guionista sueco de cine y televisión. Ha dirigido películas como Derailed (2005), 1408 (2007) o El rito (2011). Dirigió y escribió la película Onskan (2003), que obtuvo una candidatura al Óscar a la mejor película extranjera para Suecia.

## Biografía
Mikael Håfström estudió en la Universidad de Estocolmo y posteriormente en la Escuela de Artes visuales de Nueva York. Comenzó a trabajar en la televisión sueca como ayudante de dirección y guionista, antes de dirigir diferentes espacios en dicha televisión.
Carrera
Tras numerosos trabajos en la televisión sueca ha dirigido en Hollywood el thriller Derailed (2005), protagonizada por Jennifer Aniston y Clive Owen. En 2007 estrenó la película de terror psicológico 1408 en la que aparecía John Cusack en el papel principal, basada en la novela de Stephen King de título homónimo y convirtiéndose en el mayor éxito comercial de su carrera con 131 millones de dólares recaudados globalmente. El 28 de enero de 2011 se estrenó en Estados Unidos El rito cuyo reparto estaba encabezado por Anthony Hopkins, basada en la novela de Matt Baglio.

## Filmografía
- 2021 - "Zona de Riesgo"
- 2013 - "Plan de escape"
- 2011 - "The Rite"
- 2010 - "Shanghai"
- 2007 - "1408"
- 2005 - "Derailed"
- 2004 - "Strandvaskaren"
- 2003 - "Ondskan"
- 2003 - "Kopps"
- 2001 - "Leva livet"
- 1999 - "Sjätte dagen" (TV)
- 1997 - "Chock 1 – Dödsängeln" (TV)
- 1997 - "Chock 2 – Kött" (TV)
- 1996 - "Skuggornas hus" (TV)
- 1995 - "Vendetta" (TV)
- 1992 - "Botgörarna" (TV)
- 1992 - "De giriga" (TV)
- 1989 - Terrorns finger (TV)

## Premios y distinciones
Óscar
| Año  | Categoría                                       | Película | Resultado |
| ---- | ----------------------------------------------- | -------- | --------- |
| 2004 | Mejor película extranjera (de habla no inglesa) | Ondskan  | Nominado  |